# アマテ

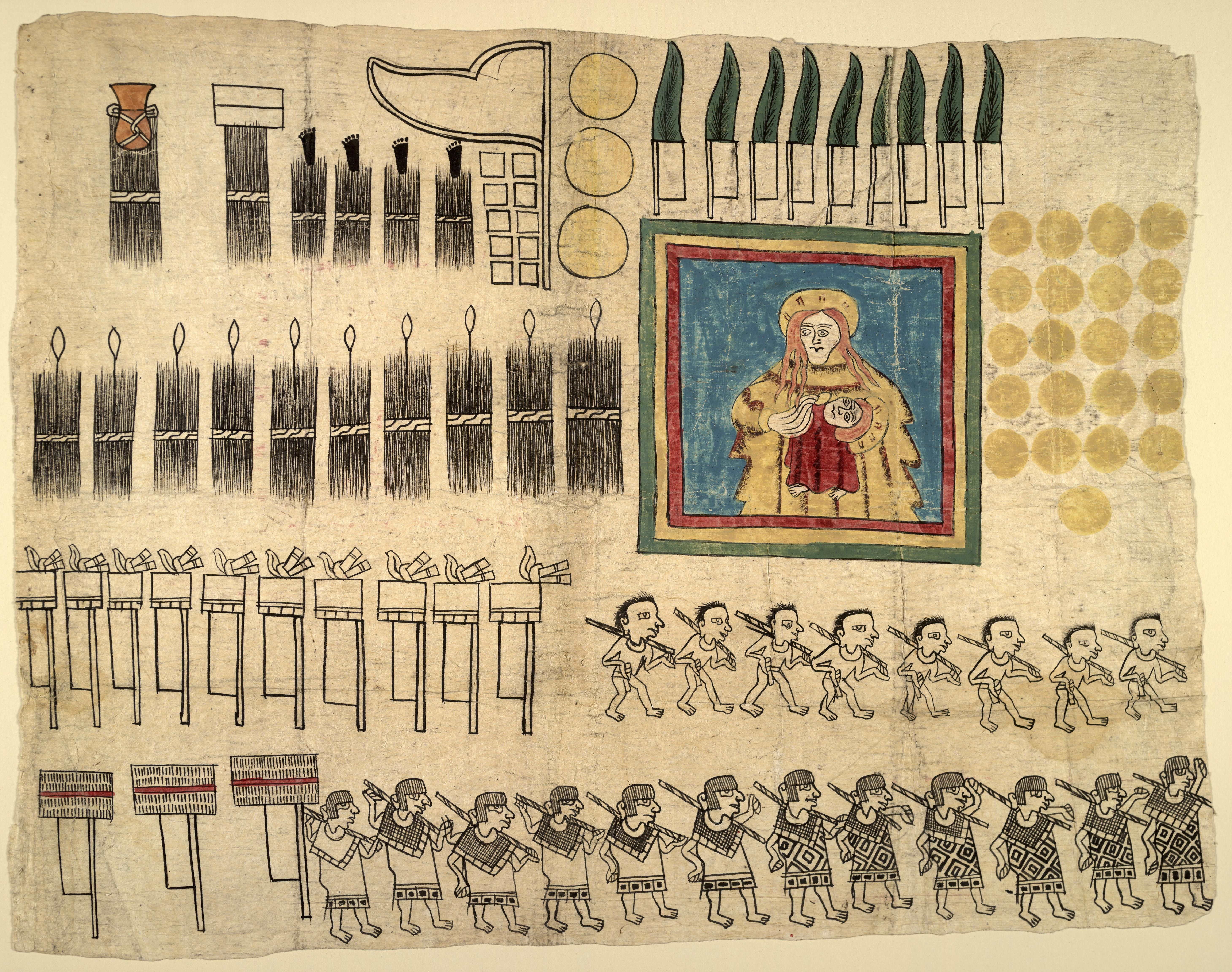
アステカコデックスとして知られるアマテに書かれた植民地時代のナワ族の絵

アマテ（スペイン語: amate [aˈmate]、元はナワ語群: āmatl [ˈaːmat͡ɬ]）とは、プレヒスパニック時代（アメリカ大陸発見以前）にメキシコで製造された紙の一種である。アステカ帝国間との通信、記録、儀式に使用するため、広く生産された。スペイン帝国征服後には一切の生産が禁じられ、ヨーロッパ式の紙に置き換わった。
しかし、アマテ紙の生産は続けられ、それに関連した儀式も行われていた。プエブラ州北部やベラクルス州北部などアクセスが難しい山岳部ではアマテ紙のシェアは保たれたままで、プエブラ州のサンパブリートという小さな村に住むシャーマンが「魔術的な」効果の紙を生産していた。
20世紀半ばに、商業分野に関わっていたオトミ族の人物が「魔術的な効果を持ったアマテ紙」の注意を行ったことから、外国の学者からの注目を浴びた。これを受けゲレーロ州ナワ族の画家を採用し「新しい」土着工芸品をメキシコシティなどで販売をはじめ、メキシコ政府もこの事業を推進した。
数々の技術革新が行われ、アマテ紙は国内外でも販売され、メキシコ先住民の手工芸品の一つとして最も普及した商品となった。

## 製造
いくつかの技術革新があったが、基本的な生産手法はプレヒスパニック時代の手法に則っている。伝統によれば、クワ科やイチジク属の樹皮から作られる。いくつかの巨大なイチジクは神聖な木とされ、ろうそくに囲まれ、アマテ紙を作るために樹皮を切り出されている。比較的やわらかい内樹皮が最適だが、それ以外の部分も使用する。
これらの樹皮を柔らかくするために以前は一日以上水につけていたが、現在は煮沸している。さらに煮沸時間を短縮するため、水に灰や石灰を加えていたが、後に工業用苛性ソーダを加えるようになった。3時間から6時間茹でた後、苛性ソーダで茹でた場合はきれいな水で洗浄する。柔らかくなった繊維は水中で保管し、腐敗しないように迅速に処理を行う。この段階で塩素系漂白剤を混ぜると、紙の白色性が上がる。
柔らかくした繊維は、繊維が貼りつかないよう石鹸が塗られた、紙の既定サイズで作られた木の板の上に、上質な紙を作る場合は格子状に、それ以外は無秩序に配置し、常に濡れた平たい石で叩き、平らに引き延ばしていく。イチジクの細胞には接着剤のような可溶性炭水化物が存在し、水に浸すことで遊離し紙に引き延ばす時に繊維のつなぎになる。足りない部分には紙の小片を加える。平たくした後は、丸みのあるオレンジの皮の上で天日干しする。晴れた日は1時間から2時間、湿度の高い日は数日乾かす。乾かした後、既定のサイズからはみ出した分を刃物で整える。